# Отрывной перелом
Отрывной перелом — отрыв фрагмента кости в месте прикрепления мышечного сухожилия. Один из наиболее встречаемых переломов во многих видах спорта.

## Причины отрывных переломов
Отрывной перелом, как правило, происходит в результате сильной тяги мышц при их резком напряжении, резких, часто рефлекторных движениях. Значительно реже — как результат прямой травмы. В таком случае, отрыв сухожилия от места прикрепления случается, только если это сухожилие уже подверглось дегенеративным изменениям.

## Классификация
В зависимости от степени разрушения кости, выделяют полные (отрыв и смещение) и неполные (трещина) отрывные переломы. Кроме того, отрывные переломы делят в зависимости от линии направления перелома на продольные, поперечные и косые. При продольном переломе линия перелома идет вдоль кости (по оси), при поперечном и косом — перпендикулярно оси кости и под углом к ней соответственно.

## Профилактика и лечение

### Верхние конечности

#### Плечевой сустав
Руку укладывают на отводящую подушку и накладывают повязку Дезо на один месяц. При переломе со смещением, проводят сопоставление отломка и руку иммобилизируют при помощи отводящей шины или гипсовой повязки. При достаточно большом смещении фрагмента показано оперативное лечение, при котором отломок фиксируют к кости при помощи шурупов.

#### Локтевой сустав
Если смещения не выявлено, накладывают гипсовую лангету от начала пальцев до верхней трети плеча на руку, согнутую под определенным углом. Через три недели лангету снимают и приступают к реабилитации. Если на рентгеновском снимке обнаружено смещение отломков, лечение чаще всего оперативное. Отломок фиксируют шурупом, петлей или спицей.

### Позвоночник
Чаще всего происходит отрыв остистого отростка седьмого шейного позвонка. Лечение заключается в разгрузке мышц, прикрепляющихся к этим отросткам и ношении воротника Шанца.